# Новий Бор (Ленінградська область)
Новий Бор (рос. Новый Бор) — присілок у Ломоносовському районі Ленінградської області Російської Федерації.
Населення становить 9 осіб. Належить до муніципального утворення Гостилоцьке сільське поселення.

## Географія
Населений пункт розташований на західній околиці міста Санкт-Петербурга.

## Історія
Населений пункт розташований на історичній землі Іжорія.
Згідно із законом від 24 грудня 2004 року № 117-оз належить до муніципального утворення Гостилоцьке сільське поселення.

## Населення
| 1838 | 1862 | 1997 | 2007 | 2010 |
| ---- | ---- | ---- | ---- | ---- |
| 87   | ↘73  | ↘13  | ↘8   | ↗9   |